# Henrik Biček
Henrik Biček, slovenski nogometaš in partizan, * 3. februar 1919, Prapetno Brdo, † 13. januar 1942, Mošenjska planina.

## Življenjepis
Henrik Biček se je rodil v vasi Prapetno Brdo, občina Tolmin, primorskim staršem Andreju Bičku in Marjani Beguš. Ker so Primorsko leta 1929 zasegli Italijani, takrat veliko družin prebegne izpod italijanske okupacije v Jugoslavijo. Družina se je leta 1929 preselila v Bosno in Hercegovino (Banja Luka). Henrik se je kmalu vrnil v Slovenijo. Delo je našel v Kranju.
Pred vojno je Henrik deloval v naprednem društvu primorskih izseljencev. Kot mladinec je bil član nogometnega kluba Savica v Stražišču pri Kranju. Kasneje je igral pri nogometnem klubu Slovan v Naklem. Zaradi hitrosti in okretnosti je igral desno krilo.
V partizane je šel maja 1941. Poleti 1941 se je priključil partizanom na Jelovici. Kot mitraljezec je sodeloval  v zasedi Cankarjevega bataljona v Rovtu (vodja Cankarjevega bataljona je bil njegov brat Franc Biček - Bruno), v bojih na Pasji ravni in Črnem Vrhu ter v Dražgošah. V Dražgoški bitki je kot mitraljezec streljal z Jelenca, danes poznane kot Bičkova skala.
Na Mošenjski planini je bil dvakrat ranjen. Prvič je dobil dva strela naenkrat v nogo, ko se je z nekaterimi skušal prebiti, drugič mu je krogla presekala lobanjo na vrhu. Ranjenega Henrika, ki je bil še komaj pri zavesti, je pred prebojem iz koče ustrelil njegov brat Franc in tako izpolnil njegovo željo, da nihče od njiju ne bo padel Nemcem živ v roke.